# Wald am Schoberpaß
Wald am Schoberpaß osztrák község Stájerország Leobeni járásában. 2017 januárjában 585 lakosa volt.    

## Elhelyezkedése

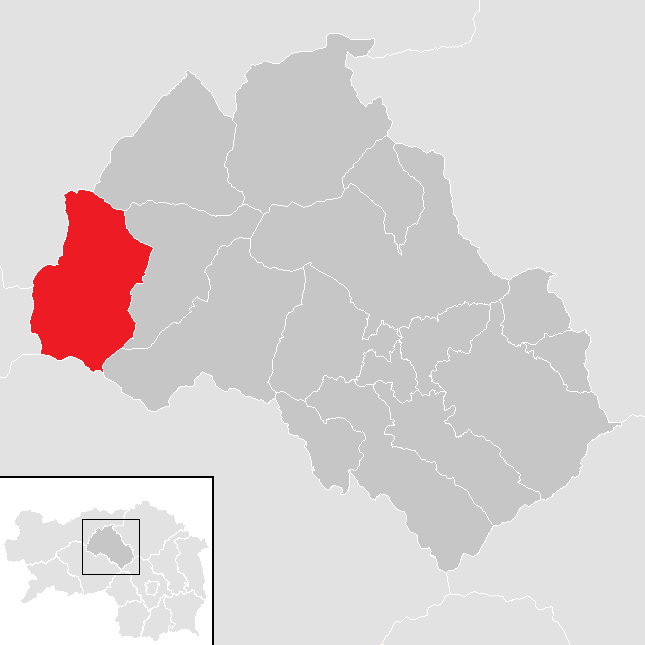
Wald am Schoberpaß a Leobeni járásban

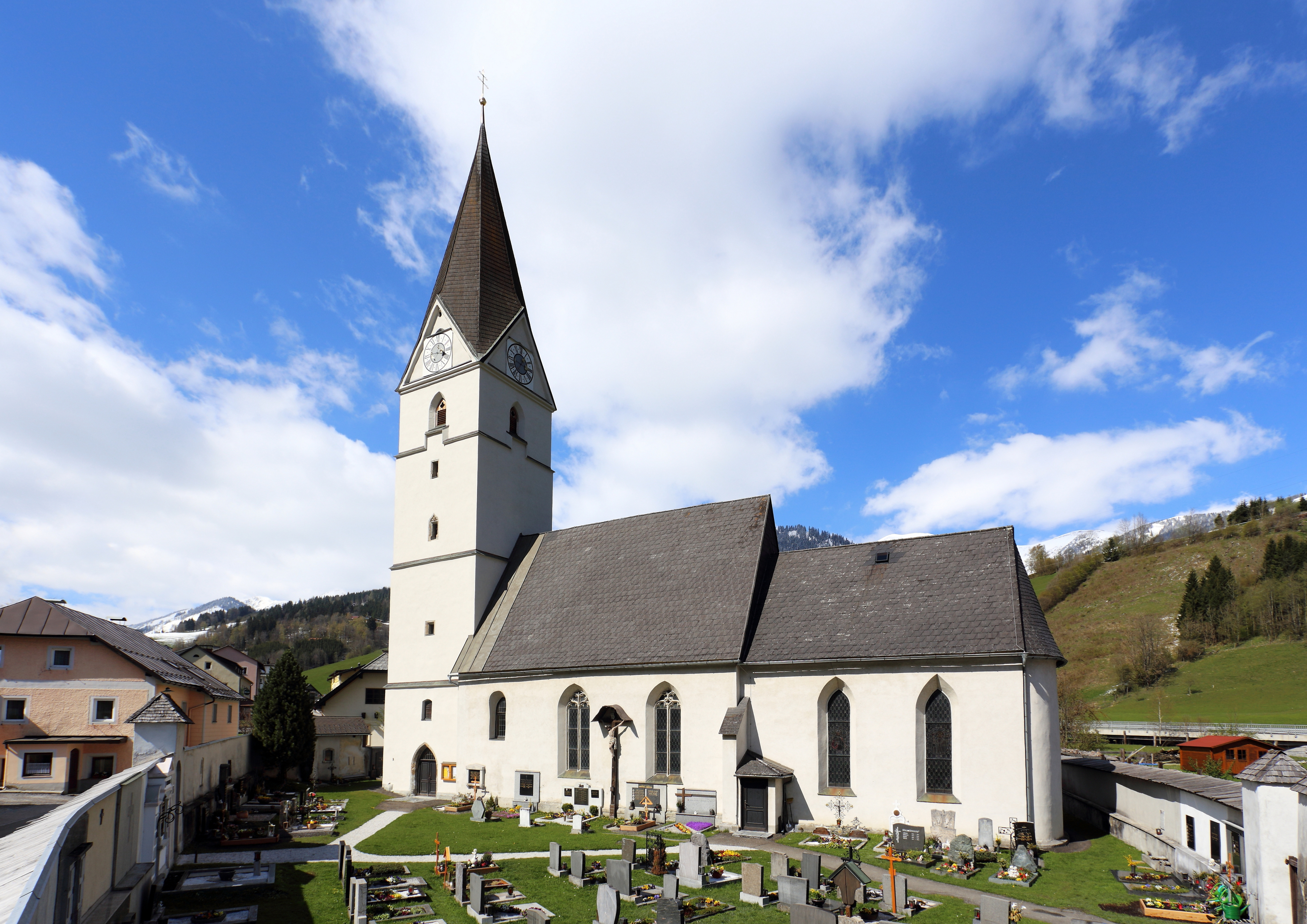
A Szt. Kunigunda-templom

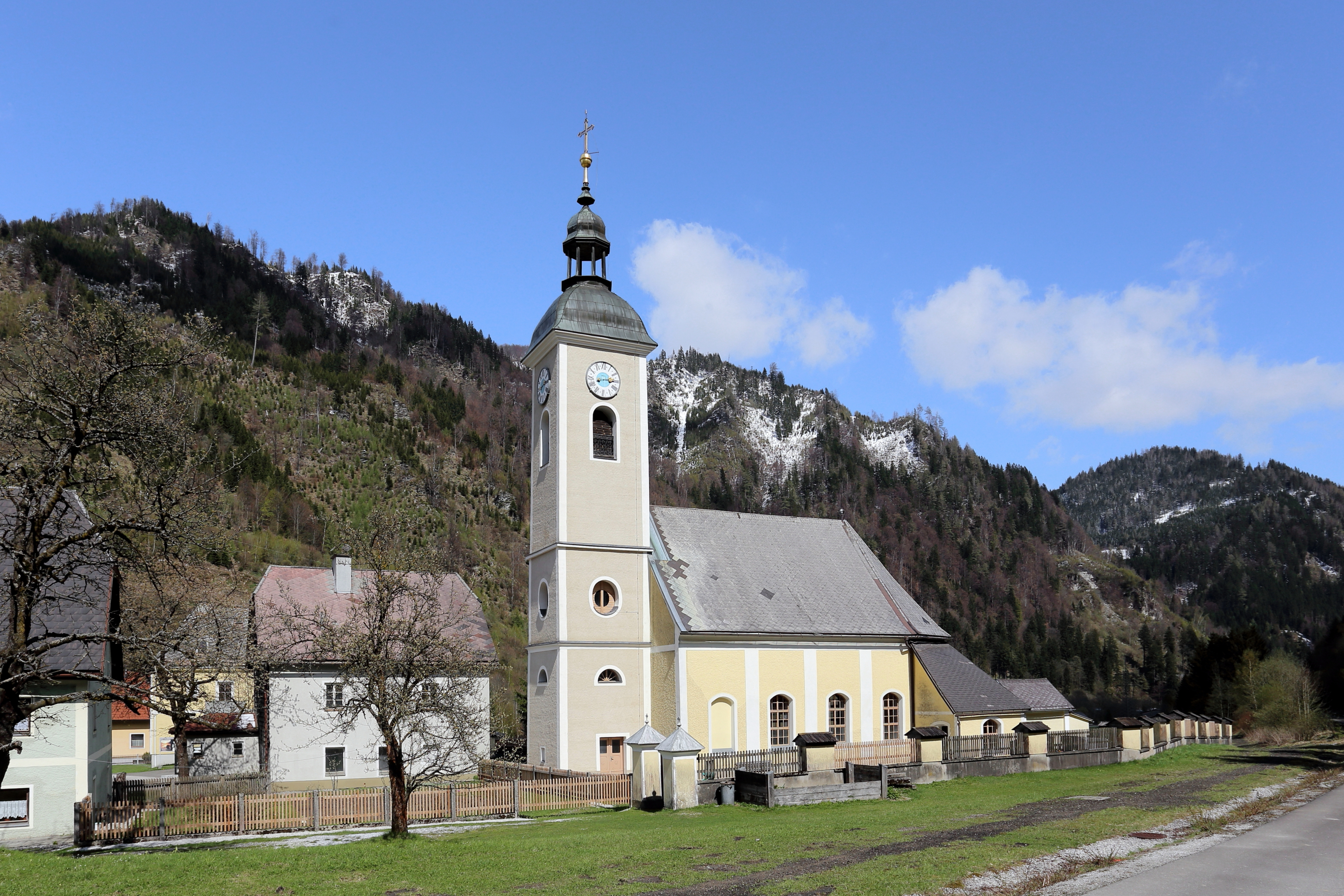
Az evangélikus templom

Wald am Schoberpaß Felső-Stájerországban fekszik, az Alacsony-Tauern és Eisenerzi-Alpok közötti Schober-hágónál. A hágó egyben a Mura és Enns vízgyűjtő területének határán is fekszik. Az önkormányzat 3 települést egyesít (valamennyit saját katasztrális községében): Liesing (20 lakos 2011-ben), Melling (2 lakos) és Wald am Schoberpaß (615 lakos).
A környező önkormányzatok: északkeletre Radmer, keletre Kalwang, délkeletre Mautern in Steiermark, délre Gaal, nyugatra Hohentauern és Gaishorn am See, északnyugatra Admont.

## Története
A település a századok során többször nevet változtatott. 925-ben Vualde néven említik, 1074-ben pedig Gaizzerwaldként. Mai hivatalos nevét csak 1945-ben nyerte el.
A községi önkormányzat 1849-ben jött létre Melling, Vorwald és Unterwald falvak egyesítésével, de közös polgármestert csak 1892-től választottak. A község környékén régebben magnezitet bányásztak, erre utal címerében a két kalapács.

## Lakosság
A Wald am Schoberpaß-i önkormányzat területén 2017 januárjában 585 fő élt. A lakosságszám 1869 óta (akkor 1070 fő) többé-kevésbé csökkenő tendenciát mutat. 2015-ben a helybeliek 95%-a volt osztrák állampolgár; a külföldiek közül 1,3% a régi (2004 előtti), 3,3% az új EU-tagállamokból érkezett. 2001-ben a lakosok 61,7%-a római katolikusnak, 29,5% evangélikusnak, 2,1% mohamedánnak, 3,7% pedig felekezet nélkülinek vallotta magát. Ugyanekkor egy magyar élt a községben.

## Látnivalók
- a katolikus Szt. Kunigunda-plébániatemplom
- az evangélikus templom
- Liesing kápolnája
- a jégkorszakból megmaradt, gleccservíz vájta kerek mélyedés, ún. gleccsermalom

## Fordítás
- Ez a szócikk részben vagy egészben  a   Wald am Schoberpaß című német Wikipédia-szócikk ezen változatának fordításán alapul.  Az eredeti cikk szerkesztőit annak laptörténete sorolja fel. Ez a jelzés csupán a megfogalmazás eredetét és a szerzői jogokat jelzi, nem szolgál a cikkben szereplő információk forrásmegjelöléseként.